# Вишнёвое (Карабалыкский район)
Вишнёвое (каз. Вишнёвое) — упразднённое село в Карабалыкском районе Костанайской области Казахстана. Входило в состав Славенского сельского округа. Ликвидировано в 2000-е года.

## Население
В 1999 году население села составляло 300 человек (151 мужчина и 149 женщин).